# Круглий заказник
Круглий — ентомологічний заказник місцевого значення. Об'єкт розташований на території Ізюмського району Харківської області, село Копанки.
Площа — 3,7 га, статус отриманий у 1984 році.
Охороняється ділянка цілинної степової рослинності на схилі балки, що підтримує існування степових та еврібіотних видів комах. Серед них трапляються види, занесені до Червоної книги України: рофітоїдес сірий, мелітурга булавовуса, джміль глинистий та комахи-запилювачі: бджоли, джмелі, метелики.